# Tesorito
La comuna Tesorito  de la ciudad de Manizales está conformada por 8 barrios, limita con las comunas Palogrande y Ecoturístico Cerro de Oro. Fue antes llamada "Comuna 7". Ocupa el extremo oriental de la ciudad.

## División
La comuna está conformada por 9 barrios, los cuales son:
| - Alhambra - Caserío La Enea - Chachafruto - Cerros de la Alhambra - La Enea | - Lusitania - Maltería - San Marcel - Zona Industrial |

## Sitios de interés
Caserío La Enea
- Parroquia San Pio X

Cerros de la Alhambra
- Postobón

La Enea
- Aeropuerto La Nubia
- Parroquia Divino Niño Jesús
- Cementerio Jardines de la Esperanza
- Universidad Nacional (Campus La Nubia)

Malteria
- Recinto del Pensamiento
- Industria Licorera de Caldas

Zona Industrial
- SENA
- Compañía Nacional de Chocolates